# Acromycter
Acromycter is een geslacht van straalvinnige vissen uit de familie van zeepalingen (Congridae). Het geslacht is voor het eerst wetenschappelijk beschreven in 1977 door Smith & Kanazawa.

## Soorten
- Acromycter alcocki (Gilbert & Cramer, 1897)
- Acromycter atlanticus Smith, 1989
- Acromycter longipectoralis Karmovskaya, 2004
- Acromycter nezumi (Asano, 1958)
- Acromycter perturbator